# Georg Wilhelm Zeeh
Johann Georg Wilhelm Zeeh jun. (* 22. Januar 1800 in Ullersreuth; † 16. April 1888 ebenda) war ein deutscher Gutsbesitzer und Politiker.

## Leben
Zeeh war der Sohn des Gutsbesitzers Johann Georg Wilhelm Zeeh sen. und dessen Ehefrau Anna Eva geborene Langheinrich aus Töpen. Er war evangelisch-lutherischer Konfession und heiratete am 27. April 1828 in Hirschberg (Saale) Anne Margarethe Henriette Münch (* 28. Mai 1811 in Schnarchenreuth; † 7. Februar 1889 in Ullersreuth), die uneheliche Tochter der ledigen Christiane Marie Münch aus Schnarchenreuth.
Zeeh war Gutsbesitzer, Amtsschulze und ab 1858 Amtsrichter in Ullersreuth.
Vom 3. bis 20. Juni 1856 (als Stellvertreter für Heinrich Tamm) und vom 1. Oktober 1857 bis zum 6. September 1860 war er Mitglied im Landtag Reuß jüngerer Linie.